# Pręgierz w Krzeszowie
Pręgierz w Krzeszowie – zabytkowy pręgierz zlokalizowany przy murze klasztornym w Krzeszowie.
Znajduje się przy południowej części muru otaczającego klasztor. Okrągły słup z piaskowca liczy 120 cm. obwodu u dołu, długość kolumny wynosi 133 cm., która spoczywa na podstawie kwadratowej o boku 66 cm. Wieńczy ją kamienna kula (prymitywna głowica kostkowa (ostrosłupowa)). Na wysokości 175 cm. wbite są 2 haki oraz poniżej kółko do przypinania skazańca.